# Стефан Ненков
Стефан Досев Ненков е български музикант и общественик. Той е роден на 20 декември 1880 г. в Дупница. Учи в Букурещкия институт за слепи от 1908 до 1914 г. Владее френски, румънски и есперанто. Умира на 10 януари 1967 г. в София.

## Работа
Работи в Столичното общинско кошничарско училище и във Военната шивалня като майстор – пантофар. Около две десетилетия е учител по пантофарство в Държавния институт за слепи и виолончелист в оркестри. Още при сформирането на първия професионален оркестър от слепи музиканти (1922) Ненков почти винаги участва в концертите му като изпълнител на виолончело. Когато през 1932 г. се образува малък оркестър от петима музиканти, той се включва в състава му и продължава да участва в изнасянето на концерти.

## Обществена дейност
Стефан Ненков е председател на Дружеството на българските слепи от 1926 до 1936. През февруари 1945 г. е избран за председател на контролния съвет на Първа българска кооперация за общи доставки на слепите в България. Стефан Ненков е председател на ДБС от 1944 до 1946, на ССБ от 1946 до 1951 и на Общ съюз на слепите в България от 1951 до 1953.

## Публикации
Автор е на разработката „Нашите организации“ и на други статии и преводи от есперанто.